# 朝のパレット
「朝のパレット」（あさのパレット）は、2022年2月25日に配信リリースされた大貫妙子の29枚目のシングル。同年8月6日には、クリア・ピンクの7インチ・シングルレコードとして発売された。

## 概要
大貫の単独名義での新作リリースとしては、2005年2月発売のアルバム『One Fine Day』以来、およそ17年ぶりのこととなる。
A面曲「朝のパレット」は、コンサートで既に何度か披露されていた楽曲であり、今作で満を持しての商品化となった。林立夫や伊賀航といったミュージシャンを迎え、ライブ・バージョンとは大きく異なるアレンジが施された。久々にヨーロピアン・サウンドが再現され、フレンチ・ポップのテイストを感じさせる大貫妙子の真骨頂とも言える作品となっている。
B面曲「ふたりの星をさがそう」は、1996年10月に発売された竹中直人のアルバム『イレイザーヘッド』収録曲として大貫が提供した楽曲をセルフカバーしたもの。「ピーターラビットとわたし」や「メトロポリタン美術館」を彷彿とさせる、シンセサイザー・サウンドをベースとしたファンタジー色に溢れた作品となっている。ドラム演奏は、大貫の希望により高橋幸宏に依頼された。
編曲には、新進気鋭の音楽家網守将平を迎え制作された。大貫は、偶々ネットで耳にした網守の曲を大変気に入り、マネージャーに尋ねたところ網守のことを知っていたことから話が進み、楽曲制作に協力する運びとなった。網守もまた大貫のアルバムをよく聴いており、大貫と縁の深い坂本龍一のことも心から尊敬しているという。

## 背景
大貫からの依頼を高橋幸宏は快諾したが、当時療養中であったため、すぐにレコーディング作業を始めることが出来なかった。大貫は「ふたりの星をさがそう」のドラムは彼でなくては考えられなかった曲だとし、高橋の体調が少しでも回復したらお願いしたいと1年半ほど待った。その後久々にスタジオに現れた高橋はブースに入ってサウンドチェックをし始め、体調の悪さなど微塵も感じさせない仕事ぶりであったという。レコーディングは無事終了し、高橋は大貫やスタッフと雑談をしながら余韻を楽しんだ。「ふたりの星をさがそう」は高橋幸宏にとって最後のレコーディング参加作品となった。

## 収録曲

### Side A
1. 朝のパレット
作詞・作曲: 大貫妙子、編曲: 網守将平

### Side B
1. ふたりの星をさがそう
作詞・作曲: 大貫妙子、編曲: 網守将平

## 参加ミュージシャン

### 朝のパレット
- Acoustic Piano, Keyboards & Computer Programming: 網守将平
- Drums: 林立夫
- Bass: 伊賀航[8]
- Flute & clarinet: 大石俊太郎[9]
- Trumpet: 佐藤秀徳[10]

### ふたりの星をさがそう
- Acoustic Piano, Keyboards & Computer Programming: 網守将平
- Drums: 高橋幸宏
- Synthesizer Bass: 鈴木正人[11]
- Guitars: 岡田拓郎[12]